# マイ ビューティフル ガーデン
『マイ ビューティフル ガーデン』（英: This Beautiful Fantastic）は、サイモン・アバウドが監督・脚本を担当した、2016年・イギリスのロマンティック・ドラマ映画。ジェシカ・ブラウン・フィンドレイ、トム・ウィルキンソン、アンドリュー・スコット、ジェレミー・アーヴァイン、アナ・チャンセラー、アイリーン・デイヴィーズ、シーラ・ハンコックらが出演した。主要撮影は2015年7月にロンドンで始まった。
2016年10月29日に、モスクワで開かれた第17回ニュー・ブリティッシュ・フェスティバルで世界初演を迎えた。その後世界各地の映画祭などで上演され、2017年3月10日にアメリカ合衆国で限定公開された。日本ではココロヲ・動かす・映画社◯の配給で同年4月8日に公開された。

## あらすじ
生後間もなく公園の木陰に捨てられていたベラ・ブラウン（演：ジェシカ・ブラウン・フィンドレイ）は、秩序を好み、予測できない自然、特に植物を恐れている。食事の内容と時間、鍵のかけ方、毎日の服や歯ブラシに至るまできっちりと揃えて生活しているが、植物嫌いが祟ってアパートの裏庭は荒れ放題になっている。
彼女が働く図書館に、変わり者の発明家ビリー（演：ジェレミー・アーヴァイン）が訪れる。口うるさい先輩館員ブランブル（演：アナ・チャンセラー）の注意も意に介さず自由に過ごすビリーに、ベラは興味を抱く。彼女はビリーが置き残したメモを持ち帰るが、機械仕掛けの鳥の設計図だと分かったところで、メモは嵐で吹き込んだ風に飛ばされてしまう。ベラはメモを回収しようと躍起になって転倒し、失神して気難しいアルフィー（演：トム・ウィルキンソン）が住む隣家へ担ぎ込まれる。アルフィーは庭をおろそかにしたせいでこうなったのだとまくし立てる。翌朝アルフィーの料理人ヴァーノン（演：アンドリュー・スコット）がベラに朝食を作ろうと現れるが、それが気に入らないアルフィーは彼に解雇を言い渡す。アルフィーの横暴さに辟易したベラは、ヴァーノンを自分が雇うと言い出す。
数日後、アパートの管理人が訪れ、ベラに対して1ヶ月以内に庭を元通りにするか、さもなければ退去するよう求める。しかし植物嫌いのベラは美しい花まで刈ってしまう始末だった。一方のアルフィーは、ヴァーノンが去ったことに我慢がならず、自分は死にかけの老いぼれだとベラを説得しにかかる。見かねたヴァーノンは、ベラの庭造りを手伝うことを条件にアルフィーに食事を出すと持ちかけ、アルフィーもこれを承諾する。
造園家だったアルフィーは自分の庭をベラに見せ、「カオスに美を見出すこと」が秘訣だと教え、彼女にアーサー・ミルドメイという人物が書いた1冊の園芸本を貸し出す。ビリーはベラを倉庫へ誘い、自分の発明した機械仕掛けの鳥「ルナ」を見せる。ベラは作家になりたい夢を語り、ルナの物語を紡ぎ出す。ビリーとベラは図書館での会話で親密になり、デートの約束まで漕ぎ着けるが、ブランブルはこれを快く思わない。遅刻癖もあったベラは解雇された上、ビリーは約束の時間に現れず、挙げ句別の女性と親しげに歩いているところまで目撃してしまう。失恋したベラは庭造りを放り出して塞ぎ込むが、そこへアルフィーが現れてお茶（アフタヌーンティー）に誘う。アルフィーの家へ招かれたベラは、彼が世界各地を旅して集めた植物の数々に目を見張り、全てに思い出があるのだと教えられる。彼はベラに貸した園芸本について、同じく園芸家で出産時に亡くなった妻が、男の名前で書いた大切な本なのだと告げる。ベラは再び庭造りに励むが、1ヶ月の期限を間近に控えたところで、強風により庭はほぼ全滅する。塞ぎ込むベラのアパートへビリーが現れ、約束の日にバスに轢かれて怪我を負ったこと、ベラが目撃したのは三つ子の弟であることを告げる。約束通り訪れた管理人は、庭を見て退去を命じかけるが、実際の家主だったアルフィーに囁かれこれを翻す。
ベラとビリーは正式に交際を始めるが、ある日アルフィーの死が伝えられる。庭で開かれた葬儀の後、アルフィーの遺言で、家は双子の娘を持つ男やもめのヴァーノンに、そして園芸本はベラへ贈られる。ベラはルナの物語を完成させ出版するが、"This Beautiful fantastic"（意味：この美しき風変わり）と名付けられたその本は、かつてベラが働いていた図書館にも収められるのだった。

## キャスト
- ジェシカ・ブラウン・フィンドレイ - ベラ・ブラウン[17]
- トム・ウィルキンソン - アルフィー・スティーヴンソン[17]
- アンドリュー・スコット - ヴァーノン[17]
- ジェレミー・アーヴァイン - ウィリアム・"ビリー"・トランター[17]
- アナ・チャンセラー（英語版） - ブランブル[17]
- シーラ・ハンコック（英語版） - 修道院長[17]
- アイリーン・デイヴィーズ[注釈 11] - ミリー（アルフィーの主治医）
- ポール・ハンター - オブライエン（アパートの管理人）[18]

## 製作
この作品は監督のサイモン・アバウドにとって、『カムズ・ア・ブライト・デイ』（原題、2012年）に続く2本目の長編映画である。アバウドはフランス映画の『アメリ』を意識してこの作品を製作し、ストーリーは「現代のおとぎ話」とも評されている。脚本を書くきっかけとなったのは、アバウドに "How is your garden today?"（君の庭はどうなってる？）と挨拶してくる知り合いの監督だった。
作品の撮影・キャスティングには紆余曲折があり、2009年には別の監督の名前が浮上したほか、ベラ役にはキャリー・マリガン、フェリシティ・ジョーンズなどの名前が挙がった。その中でも、トム・ウィルキンソンは当初から決定していたキャストのひとりだった。脚本は2009年の段階で、映画化されていない優れた脚本を集めるブラックリストのイギリス版である、UKブリット・リスト（英: UK Brit List）に掲載されていた。アバウドの前作『カムズ・ア・ブライト・デイ』公開時にも撮影は未定で、アバウドは舞台をアメリカに移そうともしていた。
2015年7月、アンドレア・イェルヴォリーノやモニカ・バカルディが代表を務めるAMBIピクチャーズと、クリスティン・オールダーソンらのイプソ・ファクト・プロダクションが金銭面と製作を請け負うこと、ジェシカ・ブラウン・フィンドレイら主要キャストが発表され、資金繰りの付いた企画は再始動した。イェルヴォリーノたちは、ブリット・リストで脚本を見つけ、読み終わった直後にアバウドへ連絡を取った。主要撮影は2015年7月末にロンドンで始められ、翌8月の第1週にかけて28日の日程で行われた。図書館のシーンはストーク・ニューイントン図書館で撮影された。アルフィーの庭には6月から8月に咲く花がまとめて咲いているが、アバウドは季節的不一致をさておいても、自然がカオスで制御できないことを表現したがった。ベラとアルフィーの家は、ハマースミス橋近くのテムズ川南岸にある家が使われている。

## 封切り
2016年10月29日に、モスクワで開かれた第17回ニュー・ブリティッシュ・フェスティバルで世界初演を迎えた。その後、オーストラリアやパームスプリングスなど世界各地の映画祭などで上演され、2017年3月10日にアメリカ合衆国で限定公開された。日本ではココロヲ・動かす・映画社◯の配給で同年4月8日に公開された。
アメリカ映画協会 (MPAA) のレイティングはPG、日本ではG指定だった。日本版の字幕翻訳は原田りえが担当した。
海外版DVDは2017年6月20日に発売されることが発表されている。

## 作品の評価
『ハリウッド・レポーター』誌のシェリ・リンデンは、「[作品は]『アメリ』と比較され続けているが、映画にはもっと無駄のない感性が見られ、決してごてごての装飾に陥ったりはしない」と述べた。『バラエティ』誌のデニス・ハーヴェイは、「[作品の]すべてが魅力的に作られており、その点での成功は、巧妙さ無しに熟練の技と共に盛り付けられた、可愛らしさ・発明に対する観客の感受性にかかっている」と述べた。『オブザーバー』のレックス・リードは4つ星中3つ星を付け、「[作品は]全て自分の感覚には貴重すぎる感じがするけれど、マジパンのように甘く、観ていて夢のようで、こちらを共感させる演技のおかげで暖かい」と述べた。
『ロサンゼルス・タイムズ』紙のケイティ・ウォルシュは、映画に『アメリ』紛いとの評価を下した上で、「若い女性が30日で土仕事を完成させなければならないという一番の矛盾を実感した瞬間に、適切量の感情的投資を回収するのは非常に難しくなる」と述べた。『RogerEbert.com』のシーラ・オマリーは4つ星中1つ半を与え、「おとぎ話は現実的である必要は無い」としつつも、映画中の登場人物の行動について考え始めると、「明らかに何かが上手く働かなくなる」と酷評した。